# 平川市尾上野球場
平川市尾上野球場（ひらかわしおのえやきゅうじょう）は平川市のおのえスポーツセンター内にある野球場である。旧称尾上町野球場。

## 施設概要
- 両翼：92m 中堅120m
- 内野：クレー舗装 外野：芝
- 収容人員：4,000人
- 照明：なし

## 歴史
- 1994年（平成6年）：完成[1]
- 2006年（平成18年）：町村合併に伴い、現名称に変更
- 2009年（平成21年）5月9日：東北楽天ゴールデンイーグルスを運営する楽天野球団と愛称命名契約を締結。「楽天イーグルス尾上スタジアム」が愛称となる[2][3]
- 2014年（平成26年）5月25日：ナイター設備と電光掲示板が完成[4]